# Michael Karst
Michael Karst (né le 28 janvier 1952 à Mannheim) est un athlète allemand spécialiste du 3 000 mètres steeple. Affilié à l'Universitätssportclub Mainz, il mesure 1,73 m pour 61 kg.

## Biographie

### Palmarès
| Date | Compétition                    | Lieu            | Résultat | Épreuve         | Performance   |
| ---- | ------------------------------ | --------------- | -------- | --------------- | ------------- |
| 1970 | Championnats d'Europe juniors  | Colombes        | 6e       | 2 000 m steeple | 5 min 47 s 43 |
| 1973 | Universiade d'été              | Moscou          | 2e       | 3 000 m steeple | 8 min 28 s 32 |
| 1974 | Championnats d'Europe          | Rome            | 3e       | 3 000 m steeple | 8 min 17 s 91 |
| 1975 | Universiade d'été              | Rome            | 2e       | 3 000 m steeple | 8 min 28 s 22 |
| 1976 | Jeux olympiques d'été          | Montréal        | 5e       | 3 000 m steeple | 8 min 20 s 14 |
| 1977 | Championnats d'Europe en salle | Saint-Sébastien | 5e       | 3 000 m         | 8 min 03 s 2  |
| 1977 | Universiade d'été              | Sofia           | 1er      | 3 000 m steeple | 8 min 25 s 9  |
| 1977 | Coupe du monde des nations     | Düsseldorf      | 1er      | 3 000 m steeple | 8 min 21 s 60 |
| 1978 | Championnats d'Europe          | Prague          | 4e       | 3 000 m steeple | 8 min 19 s 0  |

### Records
| Épreuve         | Performance   | Lieu | Date |
| --------------- | ------------- | ---- | ---- |
| 3 000 m steeple | 8 min 14 s 05 |      | 1977 |